# گوزن‌موش خالدار نوارزرد
گوزن‌موش خالدار نوارزرد (نام علمی: Moschiola kathygre) نام یک گونه از سرده گوزن‌موش‌های خالدار است.